# 好好照顧瑪雅：虐兒案羅生門
《好好照顧瑪雅：虐兒案羅生門》（英語：Take Care of Maya）是一部2023年美國紀錄片，由亨利·羅塞維爾特執導，於2023年6月10日在翠貝卡電影節首映，2023年6月19日在Netflix上发行。

## 内容
傑克·柯瓦斯基正在接受有關他妻子貝婭塔的採訪。貝婭塔出生於波兰人民共和国，16歲時移民到美國。結婚後，傑克和貝婭塔育有兩個孩子：女兒瑪雅和兒子凱爾。他們住在佛罗里达州威尼斯。
2015年初，10歲的瑪雅開始出現呼吸問題、頭痛、視力模糊、胸悶、皮膚損傷、下肢肌张力障碍和使人虛弱的慢性疼痛。一家人拜訪了多位醫生和醫院，但都沒有得到瑪雅病情的明確診斷。
貝婭塔身为一名輸液護士，每次看醫生都做了記錄。她在互聯網上搜索答案，最終於2015年9月找到了麻醉師安多尼·柯克派屈克醫生。柯克派屈克醫生診斷瑪雅患有晚期複雜性局部疼痛症候群（CRPS），這種疾病可以用氯胺酮治療。瑪雅使用了低劑量的氯胺酮但不起作用，于是柯克派屈克醫生建議進行氯胺酮昏迷療法，即給予瑪雅大量的氯胺酮使之陷入五天昏迷。
氯胺酮昏迷療法成功後，瑪雅的疼痛和症狀顯著改善。然而，柯瓦斯基夫婦無法繼續負擔柯克派屈克醫生的治療費，因此被推薦給汗納醫生，每天為瑪雅開立1,000毫克氯胺酮。一年來，瑪雅的症狀都很輕微，家庭也恢復正常了。
2016年10月颶風馬修期間，瑪雅病情嚴重復發，傑克將她帶到約翰霍普金斯兒童醫院的急診室，貝婭塔就在那里工作。醫院的工作人員不熟悉CRPS，並對瑪雅服用的氯胺酮劑量感到擔憂。貝婭塔到達醫院後，醫生評論說她對瑪雅的治療「氣勢洶洶」「十分強硬」「控制慾很強」。
醫院工作人員對瑪雅進行了治療，但進展甚微，並開始質疑瑪雅診斷的有效性。貝婭塔對瑪雅所接受的照護感到沮喪，開始考慮離開醫院。工作人員懷疑瑪雅是代理型孟喬森症候群受害者，于是聯繫了兒童保護機構。
处理儿童虐待的兒科醫生莎莉·史密斯採訪了瑪雅和她的父親，得出了貝婭塔虐待瑪雅的結論。一名護士告訴傑克，瑪雅現由州政府監護，並命令他離開。柯瓦斯基一家聘請了一位名叫黛博拉的律師，她告訴他們像他們這樣的案件很常見。佛罗里达州的兒童福利制度已經私有化，黛博拉發現史密斯醫生在陽光海岸中心工作，該中心為約翰霍普金斯兒童醫院所在的皮尼拉斯縣協助調查虐兒指控。黛博拉還發現，皮尼拉斯縣的孩童從親屬身邊被帶走的機率是佛罗里达州平均機率的2.5倍。
貝婭塔無法透過電話與瑪雅交談，這讓她很沮喪，并因此批评了医院的工作人员。傑克敦促她不要加劇和醫院之間的衝突，她和傑克發生了激烈的爭吵。法官下達了貝婭塔與瑪雅之間的禁止接觸令，瑪雅仍被兒童保護服務機構監護。四天后，傑克在嚴格的條件下獲準探望瑪雅，看到女兒病情惡化，他心疼不已。柯克派屈克醫生告訴柯瓦斯基夫婦，如果不接受氯胺酮治療，瑪雅長時間的劇烈疼痛可能會導致她死亡。
在社工凱茜·貝迪的嚴格監督下，貝婭塔終於獲準與瑪雅通電話。傑克在網路上搜尋貝迪，發現她曾因虐待兒童而被捕。在一次通話中，瑪雅为母親痛哭，貝迪却試圖中止貝婭塔的親子通话特權。貝婭塔目前正接受薩拉索塔縣警長辦公室的調查。一名警探向傑克問話，如果瑪雅明天就能出院，他會遵守規定，不讓孩子和母親有任何接觸嗎？傑克说会。一家人懷疑執法部門試圖讓傑克與貝婭塔反目，導致他們的關係進一步緊張。
一家人参加了多次法庭聽證會，最後法官站在醫院和史密斯醫生這邊。在一次聽證會上，貝婭塔被剝奪了給女兒一個擁抱的权利，她感到非常沮喪，變得越來越絕望。2017年1月8日，在女兒被州政府監護87天后，貝婭塔自殺了。
2020年，一位記者正在調查佛罗里达州兒童福利問題時，偶然發現了柯瓦斯基夫婦的案件。她發現像瑪雅這樣的案例已經有好幾個了，全都出自史密斯醫生的報告。傑克決定對約翰霍普金斯兒童醫院提起訴訟，不過在製作這部紀錄片時，審判已無限期推遲。

### 后续
柯瓦斯基一家的審判於2023年9月下旬開始。傑克·柯瓦斯基代表瑪雅、凱爾和貝婭塔，起訴約翰霍普金斯兒童醫院，要求賠償2.2億美元：5,500萬美元的補償性損害賠償金和1.65億美元的懲罰性損害賠償金。
2023年11月9日，經過兩天的審議，六人陪審團做出了對柯瓦斯基一家有利的裁決，判給柯瓦斯基一家總計2.61億美元的補償性和懲罰性賠償。

## 發行與反響
《好好照顧瑪雅：虐兒案羅生門》於2023年6月10日在翠貝卡電影節首映.。九天后，即6月19日，該片在Netflix上發行。

### 评价
根据評論匯總网站爛番茄汇总的13篇评论文章，92%的评论家给予该作正面评价，平均打分为7.0分（满分10分）在Metacritic上，根據5位影評人給予64分（滿分100分），這部電影獲得了「普遍好評」。
《滾石》雜誌的克里斯·沃格納爾寫道：“影片描绘了一个家庭因并非自身的过错而被遗弃在无尽的苦难中。”《纽约时报》的纳塔利娅·温克尔曼指出，這部電影偏重煽情而非透彻的分析，尤其是没有对佛罗里达州私有化的儿童福利公司与他们所服务的医院之间的关系展开阐述。